# Estructura (escultura a la plaça del General Primo de Rivera d'Oviedo)
|  | Per a altres significats, vegeu «Estructura (escultura)». |

Estructura és una escultura urbana a la plaça del General Primo de Rivera, a la ciutat d'Oviedo, Astúries, Espanya) és una de les més d'un centenar que adornen els carrers de l'esmentada ciutat espanyola.
L'any 1982 es va dur a terme la construcció d'un Centre Comercial, el de “las Salesas” a Oviedo, que tenia accessos per carrers General Elorza i Caveda. Aquest complex trencava amb la concepció tradicional del comerç i va completar el mateix la construcció d'un aparcament subterrani a la plaça del General Primo de Rivera, raó per la qual va ser remodelada per l'empresa constructora i rematada amb una obra escultòrica el 1982. La peça, d'autor desconegut, se suposa ve a ser símbol de l'aparcament subterrani, i està formada per una peça de formigó de forma semicircular, de la qual bé emergeixen, bé es claven, dos pals d'acer, que venen a simbolitzar els fonaments dels edificis a l'interior de la terra.
Es tracta d'una obra de l'artista alacantí Eusebio Sempere, que está realitzada amb formigó i acer, i datada l'any 1982.
Com a anècdota, és curiós que aquest artista tinga una altra obra de les que conformen el museu a l'aire lliure de la ciutat d'Oviedo, que també s'anomena Estructura, datada igualment l'any 1982, ubicada en seu del Banc d'españa, al carrer Conde de Toreno.